# Mișca (Arad)

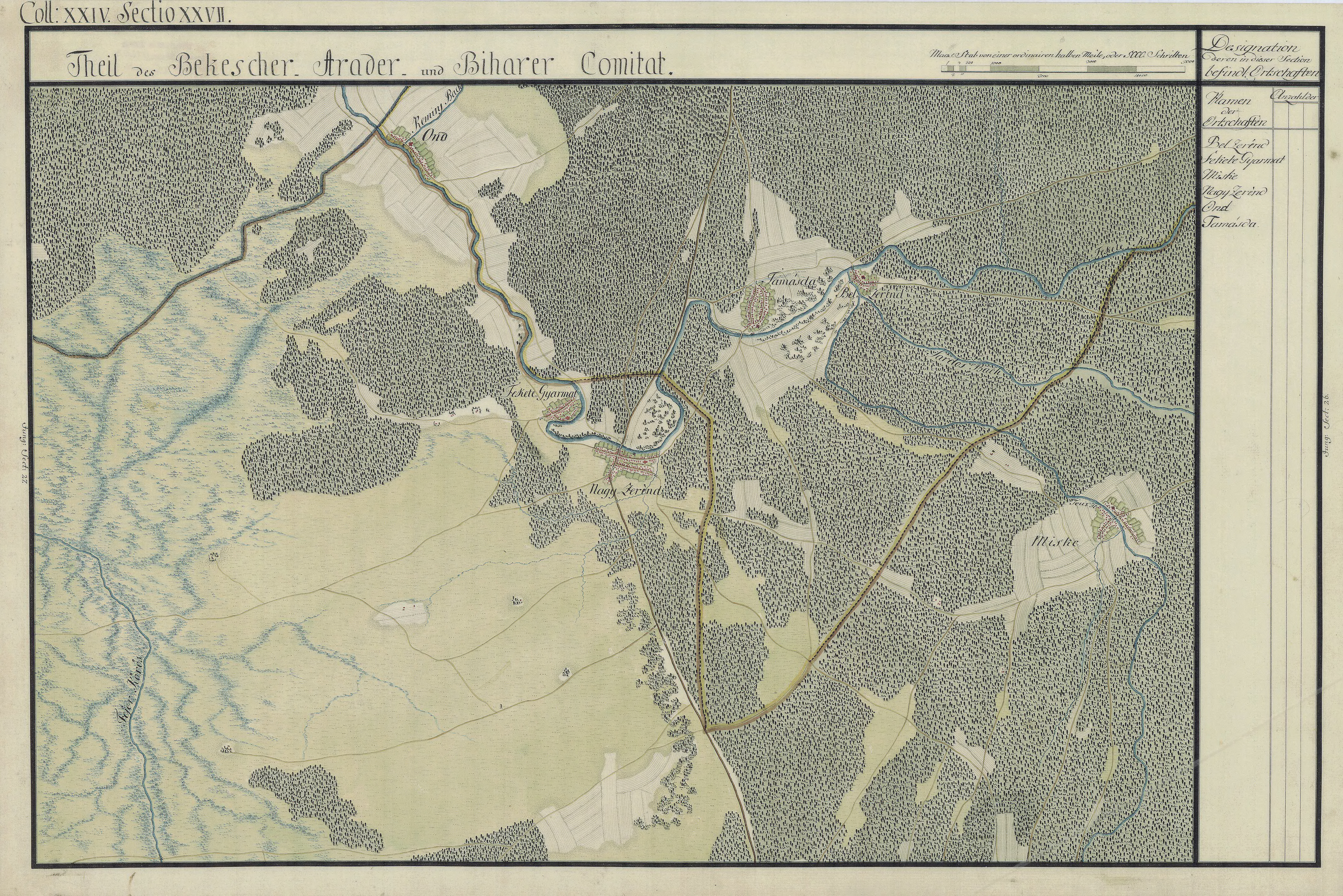
Mișca (Miske) auf der Josephinischen Landaufnahme von 1782–1785.

Mișca (ungarisch Tőzmiske oder Miske) ist eine Gemeinde im Kreis Arad, im Kreischgebiet, im Westen Rumäniens. 

## Geografische Lage
Mișca liegt im Norden des Kreises Arad, an der Kreisstraße DJ 794, die Arad mit Oradea verbindet.

## Nachbarorte
| Zerind        | Boiu                                        | Vânători |
| Pilu          | Kompassrose, die auf Nachbargemeinden zeigt | Apateu   |
| Chișineu-Criș | Sintea Mare                                 | Șepreuș  |

## Geschichte
Die erste urkundliche Erwähnung stammt aus dem Jahr 1249.
Im Laufe der Jahrhunderte traten verschiedene Schreibweisen des Ortsnamens in Erscheinung:
1249 Myske, 1332, 1333 Micke, 1334, 1335 Miske, 1337 Micha, 1332–1337, 1438, 1453 Myske, Miske, 1528 Miske, 1548 Miske, 1808, 1839, 1847 Miske, 1858, 1863 Miske, 1877 Miske, 1882 Miske, Misca, 1893 Miske, 1900 Miske,  1909 Mişca, Miske, 1913 Tőzmiske, 1921 Mişca, Tőz-miske, 1925, 1932, 1956 Mişca.
Nach dem Frieden von Karlowitz (1699) kam Arad und das Maroscher Land unter österreichische Herrschaft, während das Banat südlich der Marosch bis zum Frieden von Passarowitz (1718) unter Türkenherrschaft verblieb. Auf der Josephinischen Landaufnahme ist Miske eingetragen.
Infolge des Österreichisch-Ungarischen Ausgleichs (1867) wurde das Arader Land, wie das gesamte Banat und Siebenbürgen, dem Königreich Ungarn innerhalb der Doppelmonarchie Österreich-Ungarn angegliedert. Die amtliche Ortsbezeichnung war erst Miske und ab 1913 Tőzmiske, bis der Ort infolge des Vertrags von Trianon am 4. Juni 1920 an das Königreich Rumänien fiel und in Mișca umbenannt wurde.

## Bevölkerungsentwicklung
| 1880 | 4097 | 2107 | 1888 | 15  | 87               |
| 1910 | 7239 | 2224 | 4699 | 174 | 142              |
| 1930 | 7175 | 2684 | 3948 | 399 | 144              |
| 1977 | 4523 | 1877 | 2260 | 73  | 313              |
| 1992 | 3510 | 1470 | 1593 | 36  | 411              |
| 2002 | 3546 | 1311 | 1436 | 25  | 774              |
| 2021 | 3689 | 1213 | 1039 | 9   | 1428 (1180 Roma) |

## Persönlichkeiten
- Teodor Haș (* 1928), Politiker und Diplomat